# Vought XF8U-3 Crusader III
Vought XF8U-3 Crusader III là một mẫu máy bay do hãng Chance Vought phát triển từ chương trình Vought F-8 Crusader thành công trước đó và là đối thủ cạnh tranh với McDonnell Douglas F-4 Phantom II. Dù dựa trên F8U-1 và F8U-2, cùng chia sẻ tên định danh trong hệ thống cũ của hải quân, đồng thời chúng cũng dùng chung vài bộ phận.

## Quốc gia sử dụng
Hoa Kỳ
- Hải quân Hoa Kỳ
- NASA

## Tính năng kỹ chiến thuật
Dữ liệu lấy từ The Great Book of Fighters,American Fighter Aircraft, and MiG Master

### Đặc điểm riêng
- Tổ lái: 1
- Chiều dài: 58 ft 8 in (17,88 m)
- Sải cánh: 39 ft 11 in (12,16 m)
- Chiều cao: 16 ft 4 in (4,98 m)
- Diện tích cánh: 450 ft² (41,8 m²)
- Trọng lượng rỗng: 21.860 lb (9.915 kg)
- Trọng lượng có tải: 32.320 lb (14.660 kg)
- Trọng lượng cất cánh tối đa: 38.770 lb (17.590 kg)
- Động cơ: 1 động cơ tuabin đốt tăng lực Pratt & Whitney J75-P-5A, lực đẩy 16.500 lbf (73,4 kN), đốt tăng lực 29.500 lbf (131,2 kN)

### Hiệu suất bay
- Vận tốc cực đại: 2,39 Mach (trình diễn) trên độ cao 50.000 ft (15.000 m)
- Vận tốc hành trình: 500 kn (575 mph, 925 km/h)
- Tầm bay chuyển sân: 1.777 nmi (2.045 mi, 3.290 km)
- Trần bay: 60.000 ft (18.300 m)
- Vận tốc lên cao: 32.500 ft/phút (165 m/s)
- Lực nâng của cánh: 72 lb/ft² (350 kg/m²)
- Lực đẩy/trọng lượng: 0,74

### Vũ khí
- 4 pháo Colt Mk 12 20 mm (0.79 in)[3]
- 3 tên lửa điều khiển bằng radar AIM-7 Sparrow
- 4 tên lửa AIM-9 Sidewinder

### Hệ thống điện tử
- Hệ thống điều khiển vũ khí Raytheon Aero 1B
- Hệ thống điều khiển tên lửa Autotechnicas AN/AWG-7
- Radar AN/APQ-50

### Máy bay có sự phát triển liên quan
- Vought F-8 Crusader
- LTV A-7 Corsair II

### Máy bay có tính năng tương đương
- Grumman XF12F
- McDonnell Douglas F-4 Phantom II

### Danh sách khác
- Danh sách máy bay tiêm kích
- Danh sách máy bay quân sự của Hoa Kỳ